# Swords and Serpents
Swords and Serpents är ett fantasy-datorrollspel utvecklat av Interplay till Nintendo Entertainment System. Det släpptes i Nordamerika i september 1990, i Europa i den 28 november 1991.

## Spelet
Man styr fyra unga män: en krigare, en tjuv och två unga magiker. Dessa har gett sig av för att besegra en stor orm som i över hundra år slingrat sig ut från sin håla längst in i labyrinten. Man kan spela 1-4 spelare, vilket görs möjligt genom NES Satellite. Spelet utspelar sig i en underjordisk håla fylld med labyrinter.
Vill man fortsätta där man var senast måste man använda lösenord